# Vincenzo Antinori
Vincenzo Antinori (* 24. Februar 1792 in Florenz; † 22. Juli 1865 ebenda) war ein italienischer Physiker.

## Leben
Vincenzo Antinori entstammte einem alten florentinischen Geschlecht und war ein Sohn von Nicolò Antinori und Anna Carbonaci. Er studierte Mathematik und Physik und wirkte dann am Museum für Physik und Naturgeschichte in Florenz, zog sich aber zurück, nachdem 1814 nach der Restauration des Hauses Lothringen die Vorlesungen im Museum aufgehoben worden waren. 1833 wurde er zum Direktor des Museums ernannt und berief Giovanni Battista Amici und Leopoldo Nobili auf den Lehrstuhl für Astronomie bzw. Physik. Er war Initiator des Kongresses der italienischen Wissenschaftler in Pisa (1839) und Florenz (1841). 1839 organisierte er auch das Italienische Archiv für Meteorologie.  Nachdem der Marchese Ridolfi 1847 das Amt des Innenministers angetreten hatte, wurde Antinori zum Erzieher der Kinder des Großherzogs Leopold II. berufen und 1856 Oberhofmeister beim Erzherzog Ferdinand. Im April 1859 legte er letztere Stelle und nach der Annexion der Toskana auch die Direktion des Museums nieder.
Als Mitglied der Sprachgesellschaft Accademia della Crusca schrieb Antinori zahlreiche Artikel zu wissenschaftlichen Themen. Neben seiner amtlichen und Lehrtätigkeit beschäftigte er sich mit Untersuchungen über den Ursprung der Galileischen Experimentalschule sowie über die Geschichte der Accademia del Cimento und veröffentlichte seine Ergebnisse 1841. Ihm verdankt auch die Tribuna di Galilei ihre Gründung. Antinoris Schriften bilden vorwiegend Kompendien der Geschichte der Physik in Italien; dahin gehören seine Forschungen über Galileo Galilei und das Leben Alessandro Voltas und Leopoldo Nobilis.

## Ehrungen
Ihm zu Ehren ist die Pflanzengattung Antinoria Parl. 1845 aus der Familie der Süßgräser (Poaceae) benannt worden.

## Schriften
- Vita di Simone Bianchini, famiglio di Casa Antinori[4]